# مسجد بن لادن
مسجد بن لادن، في جدة، المملكة العربية السعودية.

## الموقع
يقع على شارع وادي مشيط في حي العمارية، مدينة جدة غرب السعودية.

## التصميم
مسجد بن لادن هو الدراسة التصميمية الرابعة في سلسلة من المساجد الصغيرة بمدينة جدة. وقد بني مفهوم التصميم على دراسة هندسة سنان المعمارية. وقد اجرى المعمار سنان تجارب عدة على امكانيات تغطية سقف قاعة الصلاة بقبة ضخمة. وقد تمثلت عملية الابتكار الرئيسية في وضع القبة على قاعدة سداسية ترتكز في أربعة من جوانبها على انصاف قبب في شكل عقود قطرية. وقد مكنه هذا من توسيع المربع إلى حيز مستطيل الشكل. وقد أدى هذا الحل إلى انسياب شيق لمساحة تدريجية مما جعل إعادة المفهوم جديرة بالاهتمام ضمن هذا المخطط.

## الإنشاء
ان الميزة الإنشائية الفريدة للقبة السداسية تجعل من هذا المسجد الصغير تجربة مفيدة ومثيرة للتحدي في اساليب البناء بالطوب. وامتداد القبة الرئيسية هو سبعة امتار اما امتداد انصاف الفبب الأربع كلها فهو 3.5 متراً.

## المهندس المعماري
مسجد بن لادن من تصميم المهندس المعماري عبد الواحد الوكيل. الإشراف: المجمع الاستشاري.

## انظر ايضًا
- عبد الواحد الوكيل
- قائمة المساجد في السعودية